# Колодий, Сергей Владимирович
Сергей Владимирович Колодий (4 февраля 1981 — 28 сентября 2014) — капитан Вооруженных сил Украины, командир роты механизированного батальона 93-й Днепропетровской отдельной механизированной бригады. Герой Украины (посмертно). Один из «киборгов».

## Биография
Окончил Гвардейский факультет военной подготовки имени Верховной Рады Украины, Национального технического университета «Харьковского политехнического института».
Вместе со своей ротой защищал Донецкий аэропорт в течение двух месяцев — начиная с 1 августа. Погиб в бою при отражении танковой атаки вооруженных формирований на Донецкий аэропорт. Тогда погибли также еще 7 военнослужащих 79-й бригады.
Похоронен в Дергачёвском районе в родном селе.
5 сентября 2016 Президент Украины Петр Порошенко в Мариинском дворце вручил наградные атрибуты звания Герой Украины — орден «Золотая Звезда» матери погибшего.

## Награды
- Звание Герой Украины с вручением ордена «Золотая Звезда» (23 августа 2016, посмертно) — за личное мужество, героизм, верность военной присяге, обнаруженные в защите государственного суверенитета и территориальной целостности Украины[2];
- Орден Богдана Хмельницкого III степени (6 октября 2014, посмертно) — за личное мужество и героизм, проявленные в защите государственного суверенитета и территориальной целостности Украины[3].